# Georgica (Zpěvy rolnické)
Zpěvy rolnické (Georgica) je latinsky psaná didaktická báseň římského básníka Vergilia z roku 29 př. n. l. Má 2188 hexametrických veršů rozdělených do čtyř knih (původně svitků). Dílo se věnuje většině oblastí dobového zemědělství. První kniha se věnuje zemědělství, druhá pěstování stromů, třetí se věnuje chovu zvířat, čtvrtá se zaměřuje na péči o včelstvo. Vedle eposu Aeneis a Bucolica je to nejslavnější Vergiliovo dílo, které podstatně ovlivnilo pozdější evropské básnictví.

## Obsah díla
1. Kniha (Rolnictví)
Úvod načrtává obsah všech čtyř zpěvů: první se věnuje orbě polí, druhý pěstování vína, třetí péči o dobytek, čtvrtý chování včel. Následuje vzývání bohů a poté chvála Caesara. Dále líčí, kdy se má začít s orbou polí, osíváním podle různých typů půdy. Doporučuje střídat osiva, líčí způsoby hnojení a pálení strnišť, kypření půdy a roztloukání hrud, vláčení a přeorávání. Básní radí, kdy osívat pole, jak je zavodňovat, jak nechat pole spásat, jak vysušovat mokřiny a zbavovat se škodné. Nouze je podle něho podnětem k všemu umění. Popisuje polní náčiní, pluh a humno. Podává výčet znamení příští úrody, způsob zacházení se semenem a jeho čištěním i různé doby vhodné pro osívání různých druhů obilí. Poté podává výklad pozorování hvězd, jaké práce se dají vykonávat za deště, ve sváteční dny i během nešťastných dní. Následují noční i denní práce a také zimní činnosti. Radí, co se má činit, když přijdou vichřice a bouřky, vybízí k úctě k bohům. Učí pozorovat znamení napovídající změny povětrnostních podmínek, které napoví, kdy přichází vichřice a kdy déšť, jasné dny, co znamenají úkazy na Měsíci a Slunci. Připomíná mimořádná znamení, která předcházela násilnou smrt Julia Caesara, jaká znamení se objevovala před vypuknutím občanské války. Zpěv končí modlitbou za ochranu mladého Caesara Oktaviána.
2. Kniha (Sadařství)
Básník se s modlitbou obrací na boha Baccha. Poté se věnuje pěstování stromů, sázení a štěpování. Jakým způsobem rozmnožit divoké dřeviny, jaké stromy se množí samy od sebe, jaké ze semene, další od kořenů. Poté popisuje umělou sadbu, sazenice, štěpování, šlechtění planých stromů, očkování. Pro různé druhy stromů se hodí různé druhy půdy. Následuje chvála italské krajiny a výčet země, která je příznivá pro olivy, role, vinnou révu, pastviny, obilí; dále jmenuje nevhodné půdy a také ty, které jsou vhodné pro všestranné využití. Další oddíl se věnuje složení půdy podle její povahy: kyprá, slaná, mastná, vlhká, těžká i lehká a studená. Následující část líčí vinařské práce, jak se zakládají školky révy, sázení a péče o víno. Básník chválí krásy jara, radí jakým způsobem plotit vinohrady. Dále popisuje neustálou starost vinařů. Poté popisuje méně náročné pěstování oliv a ovocných, planých a divokých stromů. Zpěv se uzavírá porovnáním života ve městě a života na venkově. Aby se člověk stal zemědělcem, musí být moudrý. Venkovský život skýtá klid, dostatek, radost, stále se tam udržují dávné mravy. V úplném závěru básník naznačuje látku třetího zpěvu.
3. Kniha (Chov dobytka)
Básník se obrací na pastýřská božstva, dále podtrhuje novost tohoto druhu své básně, oslavuje svoji vlast a především Caesara, chválí Maecenata. Poté se věnuje chovu domácího dobytka, popisuje vlastnosti dobrých krav a povahu dobrých koňů: někteří se hodí do zápřahu a jiní zase k jízdě. Dále radí, jakým způsobem pečovat o hřebce a březí klisny, taktéž varuje před střečkem. Líčí souboje býků a jednání zvířat v období páření. Následuje chov ovcí a koz, popisuje jejich užitečnost. Básník pak ukazuje idylický život libyjských pastýřů a Skythů. Chválí výnosnost vlny a mléka. Poté se věnuje vlastnostem hlídacích psů a varuje před hady, kteří způsobují zvířatům škody. Podává výčet nemocí jako svrab, dobytčí mor a jak je poznat u ovci, telat, psů, vepřů, koní, krav, zvěře, vodních zvířat, hadů i ptáků. Následují verše líčící neúčinnost léků, prudký nástup moru a dalekosáhlé dopady na vlnu a kůži.
4. Kniha (Včelařství)
Básník v úvodu věnuje báseň příteli Maecenatovi. Poté začíná výklad o včelařství: kde se mají stavět úly, jak najít závětří, aby se zamezilo přístupu dobytka, ještěrek, žluv a vlaštovek. Místo by mělo být blízko tichých vod a sadů, květinových luhů. Potom se zaměřuje na materiál vhodný k výrobě úlů a postupu výroby. Varuje před škodlivým tisem, zápachem, hnojem a hlukem. Poté se věnuje samotnému roji, jakým způsobem se usazuje a uklidní. Poté podává výčet druhů včel a poté líčí ty, které milují zahrady. Dále ukazuje, jakým způsobem je organizovaná včelí obec a společenství. Řídí se pílí a spořádaností, vyznačuje se opatrností a láskou ke svému panovníkovi, rozumností. Poté vykládá způsoby sběru medu. Včely také trpí různými nemocemi a básník podává metody, jak včely léčit. Přechází k mytickému původu včelstva, které vzniklo v Egyptě. Aristaiovi se dostává zjevení a on si poté stěžuje nymfě Kyréně, která je jeho matkou. Ta mu poradí, aby vyhledal moudrého Protea. Teprve až se mu povede mořského starce spoutat, dozví se od něj, že za smrt jeho včelstva mohou nymfy, které Aristaia trestají kvůli smrti Eurydiky, ženy bájného pěvce Orfea, jenž na včely uvalil kletbu. Vypráví, jak se pro svou ženu chtěl zachránit ze spárů smrti, a proto se vydal do podsvětí. Ale jeho pokus o návrat Eurydiky selhal, Orfea zachvátí žal a jeho smrt na sebe nenechá dlouho čekat. Kyréné radí Aristaiovi, aby vykonal oběť a usmířil tím Orfeův hněv. Aristaios učiní oběti podle Kyréniny rady a z mrtvého býka vzejde nové včelstvo.